# Rama VI-bron
Rama VI-bron (thai: สะพานพระราม 6) är en 441 meter lång järnvägsbro över Chao Phraya i Bangkok, Thailand som förbinder Bang Sue och Bang Phlat. Den var den första bron som byggdes över floden. Byggandet startade i december 1922 under Rama VI:s regim för att länka samman järnvägsnäten i norr och öster med de i söder. Bron öppnades officiellt den 1 januari 1927. Den skadades svårt under andra världskriget och reparerades 1950-1953, för att återinvigas den 12 december 1953.
Bron består av fem spann, två på 77,26 meter, två på 83,46 meter och ett på 120,00 meter, vilket gör den totala längden till 441,44 meter. Den är därmed den längsta järnvägsbron i Thailand, nästan 110 meter längre än den närmaste rivalen, den 132 meter långa bron över floden Kwai.